# James Nesser
Jacques Nesser, auch James Nesser, (* 29. Juli 1858 in Gostingen; † 5. Oktober 1936 in Duncton im West Sussex) war ein Luxemburger Jesuit und Missionar.

## Grundausbildung
Als drittes Kind der Eheleute Hilaire Nesser und Marie Schmit wurde Jacques in Gostingen geboren. Mit sieben Jahren bereits hegte er den Wunsch, Priester zu werden. Doch der Tod seines Vaters während der Cholera im Jahre 1866 brachte es mit sich, dass er bis zum 17. Lebensjahr der Mutter im bäuerlichen Betrieb helfen musste. Danach folgte er seiner Berufung. Er zog ins bischöfliche Konvikt in Luxemburg und studierte fünf Jahre am „collège royal“. Danach zog er für zwei Jahre und sieben Monate in die „École Apostolique“ von Dole im französischen Département Jura und beendete das Studium mit der „rhétorique“ (dem heutigen Abitur). In dem Augenblick beherrschte er drei Sprachen gut (Latein, Deutsch, Französisch) und konnte etwas Griechisch lesen. Seine Vorliebe aber galt der Mathematik.

## Die Zeit der Ausbildung zum Missionar
Eines Tages überraschte er seine Mutter, die gerade im Stall beim Melken war, mit der Mitteilung, er werde Pater werden, Jesuitenpater. Kurz darauf packte er sein Köfferchen und fuhr allein hinaus in die Welt – nach London. Die Großstadt muss jedoch wie ein Schock auf den jungen Mann gewirkt haben; als er vor dem Bahnhof stand, war er völlig verwirrt und verunsichert. Ein Stoßgebet zum hl. Josef, so erzählte er später, habe ihm dann einen Mann zugeführt, der ihm den Weg gewiesen hat. Am 15. April 1882, im Alter von 24 Jahren, bat er im Manresa-Haus um Aufnahme in die „Gesellschaft Jesu“ mit dem ausdrücklichen Ziel, später in der Sambesi-Mission tätig zu werden. Er war nämlich bereits am 10. März von Pater Alfred Weld für die Sambesi-Mission aufgenommen worden.
Die Sambesi-Mission war 1877 gegründet worden und war der englischen Jesuitenprovinz eingegliedert worden, da die ganze Gegend auch unter britischer Herrschaft stand. Das Missionsgebiet umfasste große Teile Rhodesiens südlich und nördlich vom Sambesi-Fluss, dazu gehörte auch ein Teil des „Betschuanalandes“, dem Gebiet des heutigen Botswana, das 1885 von der britischen Regierung zum britischen Protektorat erklärt wurde. Der Jesuitenpater Alfred Weld (1823–1890) war einer der großen Befürworter und Leiter der Sambesi-Mission.
Auf den Tag genau drei Jahre nach seiner Aufnahme wurde Jacques Nesser aus dem Juniorat, der Ausbildungszeit der Ordensleute, während der er in die Spiritualität des hl. Ignatius von Loyola eingeführt wurde und Englisch lernte, entlassen und reiste nach Südafrika.
In Dunbrody (Ostkapland), wo die Jesuiten unter der Führung von Pater Weld seit dem 8. Dezember 1882 eine Ausbildungsstätte für angehende Ordensmitglieder unterhielten, studierte Jacques Nesser Philosophie und einige Sprachen der Eingeborenen; zugleich wurde er in die Bedingungen des missionarischen Lebens eingeführt. Nach einer Lehrtätigkeit an St. Aidan’s in Grahamstown, das sich in Kapland auf halber Strecke zwischen East London und Port Elizabeth befand, kehrte er 1889 nach Europa zurück, studierte Theologie in Jersey, wo er am 8. September 1892 die Priesterweihe empfing, und wirkte ein Jahr lang in Westminster. Er absolvierte sein Terziat, das dritte Prüfungsjahr, das die lange Ausbildungszeit der Jesuiten abschließt, in Tronchiennes (Drongen in Flandern) und legte seine letzten Ordensgelübde am 15. August 1894 in London ab. Ein Jahr zuvor war er der englischen Jesuitenprovinz zugeteilt worden und hatte die britische Staatsbürgerschaft annehmen wollen, um der britischen Sambesi-Mission besser dienen zu können. Der damalige Provinzial aber wehrte ab.
Während dieses Europaaufenthaltes kehrte er zum ersten Mal nach Hause zurück. Nach all den Jahren hatte er sich so verändert – er trug einen Vollbart –, dass selbst seine Mutter ihn erst erkannte, als er zu sprechen anfing.

## Die Missionstätigkeit
Im Herbst 1894 kehrte Pater Nesser wieder nach Südafrika zurück. Er lebte in Stutterheim und wirkte unter den Kaffern. Die „Obermosel-Zeitung“ vom 14. Februar 1896 (und in einer teilweisen Berichtigung am 21. Februar) berichtete in der Chronik aus der Hauptstadt: Jacob Nesser, der "im Betschuanahlande (Südafrika) als Missionär wirkt (...) hat aus dem dunklen Erdteile vier prächtige exotische Vögel geschickt, die hier ausgestopft und dann dem naturhistorischen Kabinette in der ehemaligen Vaubankaserne einverleibt wurden. Der schönste und stattliche darunter ist ein fast ein Meter hoher, recht gravitätisch und büreaukratisch, altkluggelehrt dreinschauender Sekretär, serpentarius cristatus; derselbe hat den Namen „Sekretär“ bekommen, weil die sich am Hinterkopfe und im Nacken befindlichen Federn aussehen, als ob er sie, gleich einem vielbeschäftigten Geheimschreiber, hinters Ohr gesteckt hätte; der zweite zeichnet sich durch grellbuntes Prachtgefieder aus; es ist der Helmkuckuck, tourago; die beiden andern sind Papageien (Psittacus) und gehören zum Genus Mascarinus."
Nach fünf Jahren wurde Pater Nesser versetzt nach Bulawayo, wo er nun sechzehn Jahre lang einer Lehrtätigkeit am St. George’s College nachging. Einer seiner Bekannten hielt später fest, dass er sich besonders den Armen, den Trauernden und den Arbeitslosen widmete und dass er fähig war, überall Freunde zu gewinnen: "He would make friends with anybody and everybody; with railwaymen travelling even on the engines, with gold miners, prospectors, etc." In den Ferien reiste er durch Rhodesien und war gerne bereit anderen Priestern einen Dienst zu erweisen. So vertrat er Priester in Gwelo, Gatooma, Insiza, Wankie und anderswo. Deswegen war er sehr bekannt in Rhodesien. Im Nachruf auf Pater Nesser wird zudem berichtet, wie sehr der Pater sich in den Dienst aller stellte ohne Rücksicht auf Rasse, Rang oder Glaubenszugehörigkeit und wie sehr er bei Hohen und Niedrigen bekannt war. Zur Illustration schildert der Augenzeuge, wie Pater Nesser kurzerhand ein Gespräch mit dem Grafen Grey, einem hochrangigen Militär, beendete, als ihm von der anderen Seite der Straße ein Landstreicher zuwinkte. Während des Burenkrieges, des Krieges zwischen England und den südafrikanischen Burenstaaten (1899–1902), wirkte er als Kaplan der britischen Truppen und wurde mit einem Orden für seine Verdienste belohnt.

## Der Besuch in der Heimat im Jahre 1910
Aus gesundheitlichen Gründen kehrte er im Jahr 1910 nach Hause zurück und führte in seinem Koffer Geschenke mit: einen afrikanischen Speer und Straußeneier. Am 31. Juli nahm er an der Primiz von Henri Schmit teil. Die Obermoselzeitung vom 2. August hielt eine Eigentümlichkeit fest, die "gewiss einzig in ihrer Art" ist: "Es assistierten bei der hl. Messe vier Gostinger Geistliche aus 3 verschiedenen Welttheilen: P. J. Jakob Nesser aus Südostafrika, Father Phil. Schritz aus Nordamerika, der Universitaner Nik. Weirich aus Berlin und der hochw. Herr Dr. Rumé, Seminarprofessor in Luxemburg."
Einige Tage vor dem 16. September verließ Pater Nesser die Heimat, um in die Missionen nach Südafrika zurückzukehren. Zu Hause hatte er erzählt, dass er in Südafrika Augenzeuge geworden sei, wie jenes Land durch die Entdeckung der Gold- und Diamantenminen rasch zu einem großen Industrieland emporwuchs.

## Die schicksalhafte Wende
Beim Ausbruch des Ersten Weltkrieges (1914–18) bot Pater Nesser sich wiederum zur Betreuung der britischen Soldaten an, sein Superior aber wollte ihn nicht entbehren. Am 14. Februar 1915 wurde Jacques Nesser damit beauftragt, eine neue katholische Mission in Gatooma in Rhodesien (heute Kadoma (Simbabwe)) im Einflussbereich der Anglikaner, zu eröffnen. Diese Entscheidung stellte eine schicksalhafte Wende im Leben des Paters dar.
In Gatooma nämlich geriet Pater Nesser in die schwierigste Prüfung seines Lebens, die nicht nur seiner Karriere schadete, sondern vor allem sein Herz brach. Was geschah? 
Nachdem der Pater eines Tages 17 Einheimische im Gefängnis besucht hatte, wurde ihm, ungerechtfertigter Weise, vorgeworfen, die Einheimischen aufgewiegelt zu haben. Er soll, so wurde ihm unterstellt, die Gefangenen gefragt haben, ob sie lieber die Deutschen oder die Engländer als Herren haben möchten, und wurde des Verrats angeklagt. Für Pater Nesser, der stets an das Gute im Menschen geglaubt hatte, brach eine Welt zusammen.
Auf Verrat standen mindestens sechs Monate Zwangsarbeit oder eine Geldstrafe von 100 £. Obwohl der Richter dem Pater direkt nach dem Verfahren anvertraute, dass dieser Fall nie vor ein Gericht hätte kommen dürfen, verurteilte er ihn und sprach ihn damit des Verrates schuldig. Der Urteilsspruch (10 £ oder zwanzig Tage Zwangsarbeit) blieb zwar weit unter dem vorgesehenen Mindeststrafmaß, war aber dennoch eine Verurteilung.
Viele Jahre später erfuhr Pater Nesser, was ein Polizist einem anderen Jesuiten in Rhodesien anvertraut hatte. Man habe Pater Nesser schon lange vorher ergreifen und des Landes verweisen wollen. Er sei verdächtig gewesen seit dem Tag, an dem er sich bei einem offiziellen Festessen mit dem deutschen Kolonialminister, der Bulawayo besuchte, in deutscher Sprache unterhalten hatte. Diese Nachricht veranlasste Pater Nesser am 11. Juli 1927 Folgendes, in englischer Sprache, zu notieren: "Ich werde versuchen, die Adresse dieses Polizisten ausfindig zu machen, und ihm mitteilen, dass ich keinen Groll gegen ihn hege; ich vergebe ihm aus ganzem Herzen jene schlimme Ungerechtigkeit, die er mir angetan hat. Es wird gut für ihn sein zu wissen, dass ich niemals ein Deutscher war und niemals beabsichtigte, einer zu werden. Ich hatte nie irgendwelche Neigungen zum Deutschen und war auch nicht auf der Seite der Deutschen während des Krieges. Das sagte ich auch dem Richter. Meine Sympathien galten England. (...) Ich bin ein katholischer Priester und ein Jesuit. Ich bin stolz auf beides. Ich habe keine anderen Interessen außer jenen meines Herrgotts. Ich bin ein Arbeiter im Dienste seines Königreichs. Seine Feinde sind meine Feinde; Seine Freunde sind meine Freunde. Ich habe keine politischen Überzeugungen und hatte noch nie welche, nicht einmal jene meines Landes. Ich bin, wie der hl. Paulus, allen Menschen alles." Und die Notiz endet mit dem Geständnis: "Was mir in Rhodesien zustieß, erfolgte durch die göttliche Vorsehung des Allmächtigen. Menschen waren nur die Instrumente Gottes, um seinen wunderbaren Plan auszuführen."
Die Familientradition weiß zu berichten, dass die Großherzogin Adelheid intervenierte, um Pater Nesser die Freiheit zu sichern. Tatsache ist, dass der Pater Rhodesien verlassen musste und auf der Mecklenburg nach Holland gebracht wurde. Die Abschiebung wurde für ihn zur schwersten seelischen Belastung. Die ständige Bewachung durch Polizisten, die Schmähungen der Beamten, die früher so freundlich zu ihm waren, die misstrauischen Blicke der Passagiere, der Nadelstich, den ihm ein übereifriger Patriot zufügte, die Verspottung als "deutscher Spion" aus Kindermund und die Angst, die Matrosen könnten ihn lynchen, die Schlaflosigkeit und die Einsamkeit, all dies ließ ihn, der körperlich stark war, in der Nacht vom 17. Juli 1915 seelisch zusammenbrechen und Gott um Gnade anflehen. Am nächsten Morgen sprach er den Kapitän an und wünschte, einen Arzt zu sehen. Doch es gab keinen Arzt an Bord. Da der Kapitän aber sah, in welchem Zustand sich der Pater befand, nahm er ihn mit in seine Kabine, gab ihm die Gelegenheit, sich auszuweinen, und versicherte ihm, dass er in Holland ein freier Mann sei. Aus dieser Begegnung wuchs nach und nach eine tiefe gegenseitige Freundschaft, die Pater Nesser wieder Hoffnung gab.
Nach seiner Ankunft in Holland konnte Pater Nesser endlich wieder einmal in einer Kirche beten und wurde in der am nächsten liegenden Jesuitengemeinschaft freundlich aufgenommen. Hier fand er einen Teil seiner Kräfte wieder und zog dann in die Heimat, und zwar zu seinem Neffen, der in Differdingen als Vikar wirkte.

## Der unfreiwillige Aufenthalt in Luxemburg
Anfang 1916 teilte der englische Provinzial der Gesellschaft Jesu Pater Nesser mit, dass er nach New York ziehen könnte. Nach umfangreicher Korrespondenz und zahlreichen Untersuchungen zog Pater Nesser im Juni nach Maastricht, wo die Reise aber bereits endete. Es gab eine weitere herbe Enttäuschung: Der britische Konsul weigerte sich, den Reisepass zu unterzeichnen, sodass der Pater im August wiederum nach Differdingen zurückkehrte.
Hier verdiente er nun seinen Lebensunterhalt durch Gelegenheitsarbeiten: Messe halten, Aushilfe in verschiedenen Pfarreien, Erteilen von Englischunterricht, Sekretariatsarbeiten im Bistum unter Bischof Nommesch, der ein Schulkollege von ihm war. Selbst im Luxemburgischen Nationalmuseum verrichtete er Arbeiten; hierbei kam ihm ein leidenschaftliches Interesse an Naturgeschichte, Fotografie, Briefmarken und Archäologie zugute.

## Die letzten Lebensetappen
Obwohl er zu Hause gelegentlich Zweifel am Sinn der Missionierung äußerte, war er Rhodesien so sehr verbunden, dass er, sofort nach Kriegsende, alles in Bewegung setzte, um wieder dorthin zurückkehren zu können. Dort aber war er nicht mehr erwünscht. Am 21. November 1923 durfte er allerdings nach England zurückkehren. Er kam nach Glasgow in die Pfarrei St. Joseph. Mit Leib und Seele widmete er sich hier seinen seelsorglichen und liturgischen Aufgaben. Sehr regelmäßig und systematisch besuchte er die Familien der Pfarrei und war ein gern aufgesuchter Beichtvater. Sterbende begleitete er sehr aufopferungsvoll, trug ihnen die Kommunion und scheute sich, selbst in seinem Alter nicht, mehrmals täglich 70 oder 80 Stufen zu ersteigen, um die Bettlägerigen zu betreuen. Einer seiner Ordensoberen schrieb: "Er war ein vorbildlicher Ordensmann, äußerst gehorsam und ein ganz glänzendes Mitglied der Gemeinschaft."
In Glasgow musste er sich einer schweren Operation unterziehen, ohne dass er chloroformiert werden konnte.
Als die Jesuiten am 14. Januar 1931 die Pfarrei St. Joseph dem Erzbischof überließen, siedelte Pater Nesser in die Gemeinschaft von Farm Street in London über. Dort übernahm er die letzte Messe und hörte Beichten. Er pflegte den Kontakt zu den zahlreichen, dort lebenden Luxemburgern. Am 23. Januar 1934 erhielt er am Geburtstag der Großherzogin wegen wertvoller Dienste für sein Land den Orden de l'Ordre de la Couronne de Chêne.
Noch einmal kehrte er für einige Tage zu einem letzten Besuch in die Heimat Luxemburg zurück.
Altersbedingte gesundheitliche Probleme zwangen ihn dann, seine seelsorgliche Tätigkeit nach und nach einzuschränken. Pater James, wie er in England hieß, musste schließlich ins Altersheim der Jesuiten nach Petworth in Sussex, an der Südküste Englands, ziehen, wo er sich auf seine letzte Reise vorbereitete.
Am 17. September 1936 erbat er die Letzte Ölung, obwohl er noch täglich die Messe las und am Gemeinschaftsgebet teilnahm. Sein Gesundheitszustand verschlechterte sich. Als diese Nachricht nach Luxemburg kam, brachen seine beiden Neffen, Nicolas und Joseph Weirich, zu einer Reise nach England auf und besuchten den Onkel, der bereits mit dem Tode rang. Am 5. Oktober 1936 starb er. Begraben wurde er auf dem Friedhof der Kirche von Duncton im Burton Park.